# Giovanni Gaspari
Mons. Giovanni Gaspari (Pescara, 6. lipnja 1963.), talijanski katolički svećenik, visoki crkveni dužnosnik i diplomat

## Životopis
Rodio se je 1963. u Pescari. 4. srpnja 1987. godine zaredio se je za svećenika. Inkardiniran je u nadbiskupiju Pescara-Penne. Diplomirao je kanonsko pravo te je stekao licencijat iz moralne teologije. Od 1. srpnja 2001. je u vatikanskoj diplomatskoj službi. Radio je u papinskim predstavništvima u Iranu, Albaniji, Meksiku, Litvi i u Odjelu za odnose s državama Državnog tajništva Svete Stolice. Uz materinski talijanski, govori engleski, španjolski i francuski. 21. rujna 2020. godine papa Franjo imenovao ga je apostolskim nuncijem u Angoli i Svetom Tomi i Principu. Na službi je naslijedio Hrvata mons. Petra Antuna Rajiča. Istovremeno ga je postavio na mjesto naslovnog biskupa Biogradske biskupije.

## Vanjske poveznice
- (eng.) Catholic Hierarchy